# Mosselgoren
Mosselgoren is een natuurgebied in de Antwerpse gemeente Geel in België gelegen ten westen van het kerkdorp Ten Aard in de buurt van de Molen van 't Veld. Het is een restant van het Geels Gebroekt, samen met de nabijgelegen natuurgebieden De Zegge en Neerhelst. Tevens is het ook een van de weinige gebieden in Vlaanderen waar de ringslang nog voorkomt. Mosselgoren is Europees beschermd als onderdeel van Natura 2000-gebied Valleigebied van de Kleine Nete met brongebieden, moerassen en heiden.
Mosselgoren is geschikt om te gaan wandelen maar is slecht bereikbaar met het openbaar vervoer.

## Fauna en flora
In Mosselgoren zijn er loof- en elzenbroekbossen, rietlanden, vochtige hooilanden en poelen aanwezig. De verschillende beekjes herinneren er ook aan dat het in het begin van de twintigste eeuw nog deel uitmaakte van het Geels Gebroekt dat als overstromingsgebied van de Kleine Nete fungeerde.
De Mosselgoren is een broedplaats voor verschillende soorten spechten, de buizerd en de havik. In de winter zijn er grote groepen sijzen en in de zomer zijn er vanuit de rietvelden de kleine karekiet, de rietgors en de waterral hoorbaar. In de hooilanden zijn er verschillende soorten vlinders. Dankzij de goede waterkwaliteit van de waterlopen en poelen van de Mosselgoren, is er bijna heel het jaar de ijsvogel aanwezig. Hier zijn ook ringslangen terug te vinden, die van het water houden.

## Werken
In 2000 zijn er grote natuurinrichtingswerken gestart, zoals het herstel van de veenputten, de riet- en hooilanden en het hakhoutbeheer.